# Dulce Nombre (Cartago)
Dulce Nombre es un distrito del cantón de Cartago, en la provincia de Cartago, de Costa Rica.

## Historia
Dulce Nombre fue creado el 12 de noviembre de 1925 por medio de Acuerdo 605.

## Geografía
Dulce Nombre cuenta con un área de 33,64 km² y una altitud media de 1340 m s. n. m.

## Demografía
Para el año 2022, Dulce Nombre cuenta con una población estimada de 16 559 habitantes, y para el último censo efectuado, en 2011, Dulce Nombre contaba con una población de 10 548 habitantes.

## Educación
El Instituto Tecnológico de Costa Rica, la universidad más importante de Costa Rica en ingenierías, se encuentra ubicado en este distrito.

## Turismo

### Jardín botánico Lankester
El Jardín botánico Lankester es un jardín botánico de 10,8 hectáreas, hogar de una gran cantidad de orquídeas nativas de Costa Rica. Entre sus atractivos destacan no solo su amplia y famosa colección de orquídeas, sino también las de helechos, bromelias, palmas, cactus, entre muchas otras. En febrero y abril se da la época de la florescencia y el jardín es visitado por numerosas aves, propiciándose episodios sumamente estéticos en el jardín, atractivo por el cual también las visitas de observadores de aves no son infrecuentes. El lugar cuenta, además, con un jardín japonés donado por el gobierno de Japón en 2009, en las inmediaciones de su colección de bambúes.
Charles H. Lankester fue un botánico británico, condecorado con la Orden del Imperio Británico en 1960, que llegó a Costa Rica junto a su familia alrededor del año 1940, motivado por la explotación cafetalera. Su creciente interés por las orquídeas lo llevó a instaurar una colección personal en los jardines de sus terrenos, la cual se expandió notablemente con el tiempo.
Lankester estableció vínculos con destacados naturalistas de la época, lo que le permitió ampliar sus conocimientos y enriquecer su colección. Tras su fallecimiento en 1969, un consorcio de entidades estadounidenses adquirió los terrenos y los donó al gobierno de Costa Rica, bajo la condición de que se conservaran y protegieran.
Gracias a esta iniciativa, en 1973 se inauguró el Jardín Botánico Charles H. Lankester, administrado por la Universidad de Costa Rica.

## Transporte

### Carreteras
Al distrito lo atraviesan las siguientes rutas nacionales de carretera:
- Ruta nacional 2
- Ruta nacional 10
- Ruta nacional 405